# Samuel Enander (jurist)
Samuel Enander, född 1698 i Slaka socken, Östergötlands län, död 1768 i Stockholm, var en svensk jurist.
Enander var en tid student vid Uppsala universitet. Han blev auskultant vid Stockholms rådstuvurätt och kämnärsrätt 1720, i Svea hovrätt samma år och kanslist vid generalauditörsexpeditionen 1724. Efter att ha erhållit riksens ständers "föreskrift till anständig befordran" 1734 blev Enander föreslagen till sekreterare vid generalkrigsrätten 1735, förordnad till krigsfiskal samma år, sekreterare vid generalkrigsrätten 1739, förordnad att vid generalkrigsrätten förestå generalauditörs- och justitiariesysslan 1740–1746 och föreslagen till generalauditör 1747. Han tilldelades fullmakt på hovrättsassessors namn, heder och värdighet sistnämnda år, blev assessor i Svea hovrätt samma år och hovrättsråd 1758. Enander beviljades avsked 1762.